# Campeonato Mundial de Esquí Nórdico de 2007

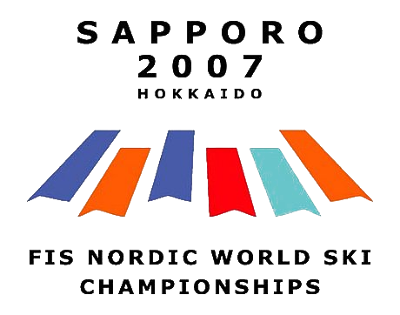
Imagen con el logo del campeonato.

El XLVII Campeonato Mundial de Esquí Nórdico se celebró en Sapporo (Japón) entre el 22 de febrero y el 4 de marzo de 2007 bajo la organización de la Federación Internacional de Esquí (FIS) y la Asociación Japonesa de Esquí.

## Esquí de fondo

### Masculino
| Evento                    | Oro                                                                                      | Plata                                                                                        | Bronce                                                                                        |
| ------------------------- | ---------------------------------------------------------------------------------------- | -------------------------------------------------------------------------------------------- | --------------------------------------------------------------------------------------------- |
| Velocidad individual EC   | Jens Arne Svartedal · Noruega ·                                                          | Mats Larsson · Suecia ·                                                                      | Eldar Rønning · Noruega ·                                                                     |
| Velocidad por equipo EL   | Renato Pasini · Cristian Zorzi · Italia · 17:50,6                                        | Nikolai Morilov · Vasili Rochev · Rusia · 17:50,6                                            | Milan Šperl · Dušan Kožíšek · República Checa · 17:51,3                                       |
| 15 km EL                  | Lars Berger · Noruega · 35:50,0                                                          | Leanid Karneyenka · Bielorrusia · 36:25,8                                                    | Tobias Angerer · Alemania · 36:42,4                                                           |
| 15 km + 15 km persecución | Axel Teichmann · Alemania · 1:11:35,8                                                    | Tobias Angerer · Alemania · 1:11:36,6                                                        | Pietro Piller Cottrer · Italia · 1:11:36,7                                                    |
| 50 km EC                  | Odd-Bjørn Hjelmeset · Noruega · 2:20:12,6                                                | Frode Estil · Noruega · 2:20:13,0                                                            | Jens Filbrich · Alemania · 2:20:17,1                                                          |
| Relevo 4 × 10 km          | Noruega · Eldar Rønning · Odd-Bjørn Hjelmeset · Lars Berger · Petter Northug · 1:30:49,2 | Rusia · Nikolai Pankratov · Vasili Rochev · Alexandr Legkov · Yevgueni Dementiev · 1:30:52,4 | Suecia · Martin Larsson · Mathias Fredriksson · Marcus Hellner · Anders Södergren · 1:30:52,7 |

### Femenino
| Evento                      | Oro                                                                                                | Plata                                                                                         | Bronce                                                                                          |
| --------------------------- | -------------------------------------------------------------------------------------------------- | --------------------------------------------------------------------------------------------- | ----------------------------------------------------------------------------------------------- |
| Velocidad individual EC     | Astrid Jacobsen · Noruega ·                                                                        | Petra Majdič Eslovenia                                                                        | Virpi Kuitunen · Finlandia ·                                                                    |
| Velocidad por equipo EL     | Riitta-Liisa Roponen · Virpi Kuitunen · Finlandia · 16:20,9                                        | Evi Sachenbacher-Stehle · Claudia Künzel · Alemania · 16:21,6                                 | Astrid Jacobsen · Marit Bjørgen · Noruega · 16:24,0                                             |
| 10 km EL                    | Kateřina Neumannová · República Checa · 23:58,4                                                    | Olga Zavialova · Rusia · 24:24,9                                                              | Arianna Follis · Italia · 24:28,6                                                               |
| 7,5 km + 7,5 km persecución | Olga Zavialova · Rusia · 41:27,5                                                                   | Kateřina Neumannová · República Checa · 41:28,0                                               | Kristin Størmer Steira · Noruega · 41:9,6                                                       |
| 30 km EC                    | Virpi Kuitunen · Finlandia · 1:29:47,1                                                             | Kristin Størmer Steira · Noruega · 1:29:54,0                                                  | Therese Johaug · Noruega · 1:31:09,9                                                            |
| Relevo 4 × 5 km             | Finlandia · Virpi Kuitunen · Aino-Kaisa Saarinen · Riitta-Liisa Roponen · Pirjo Manninen · 54:18,6 | Alemania · Stefanie Böhler · Viola Bauer · Claudia Künzel · Evi Sachenbacher-Stehle · 54:30,5 | Noruega · Vibeke Skofterud · Marit Bjørgen · Kristin Størmer Steira · Astrid Jacobsen · 54:34,3 |

## Salto en esquí
| Evento                      | Oro                                                                                              | Plata                                                                          | Bronce                                                              |
| --------------------------- | ------------------------------------------------------------------------------------------------ | ------------------------------------------------------------------------------ | ------------------------------------------------------------------- |
| Trampolín normal individual | Adam Małysz · Polonia · 277,0 pts.                                                               | Simon Ammann · Suiza · 255,5 pts.                                              | Thomas Morgenstern · Austria · 254,5 pts.                           |
| Trampolín grande individual | Simon Ammann · Suiza · 266,1                                                                     | Harri Olli · Finlandia · 265,9                                                 | Roar Ljøkelsøy · Noruega · 262,9                                    |
| Trampolín grande por equipo | Austria · Wolfgang Loitzl · Gregor Schlierenzauer · Andreas Kofler · Thomas Morgenstern · 1000,2 | Noruega · Tom Hilde · Anders Bardal · Anders Jacobsen · Roar Ljøkelsøy · 953,3 | Japón Shohei Tochimoto Takanobu Okabe Daiki Ito Noriaki Kasai 905,9 |

## Combinada nórdica
| Evento                   | Oro                                                                                      | Plata                                                                                       | Bronce                                                                         |
| ------------------------ | ---------------------------------------------------------------------------------------- | ------------------------------------------------------------------------------------------- | ------------------------------------------------------------------------------ |
| TG + 7,5 km individual   | Hannu Manninen · Finlandia · 17:40,2                                                     | Magnus Moan · Noruega · 17:40,5                                                             | Björn Kircheisen · Alemania · 18:09,7                                          |
| TN + 15 km individual    | Ronny Ackermann · Alemania · 38:35,3                                                     | Bill Demong Estados Unidos 38:44,1                                                          | Anssi Koivuranta · Finlandia · 38:44,3                                         |
| TN + 4 × 5 km por equipo | Finlandia · Anssi Koivuranta · Janne Ryynänen · Jaakko Tallus · Hannu Manninen · 49:14,9 | Alemania · Sebastian Haseney · Ronny Ackermann · Tino Edelmann · Björn Kircheisen · 49:43,3 | Noruega · Håvard Klemetsen · Espen Rian · Petter Tande · Magnus Moan · 50:26,9 |

## Medallero
| Núm. | País            | Oro | Plata | Bronce | Total |
| ---- | --------------- | --- | ----- | ------ | ----- |
| 1    | Noruega         | 5   | 4     | 7      | 16    |
| 2    | Finlandia       | 5   | 1     | 2      | 8     |
| 3    | Alemania        | 2   | 4     | 3      | 9     |
| 4    | Rusia           | 1   | 3     | 0      | 4     |
| 5    | República Checa | 1   | 1     | 1      | 3     |
| 6    | Suiza           | 1   | 1     | 0      | 2     |
| 7    | Italia          | 1   | 0     | 2      | 3     |
| 8    | Austria         | 1   | 0     | 1      | 2     |
| 9    | Polonia         | 1   | 0     | 0      | 1     |
| 10   | Suecia          | 0   | 1     | 1      | 2     |
| 11   | Bielorrusia     | 0   | 1     | 0      | 1     |
| 11   | Eslovenia       | 0   | 1     | 0      | 1     |
| 11   | Estados Unidos  | 0   | 1     | 0      | 1     |
| 14   | Japón           | 0   | 0     | 1      | 1     |
|      | TOTAL           | 18  | 18    | 18     | 54    |